# Monts Péloritains
Les monts Péloritains (en italien : monti Peloritani, en sicilien : munti Piluritani) sont une chaîne de montagnes de la Sicile située dans l'extrémité nord-est de l'île, dans la province de Messine entre le détroit de Messine et l'Etna. Son plus haut sommet est la Montagna Grande (it) à 1 374 m d'altitude. Toute sa ligne de crête est parcourue par un ancien chemin nommé Dorsale dei Peloritani. De ses sommets les caractéristiques fiumare descendent en aval.

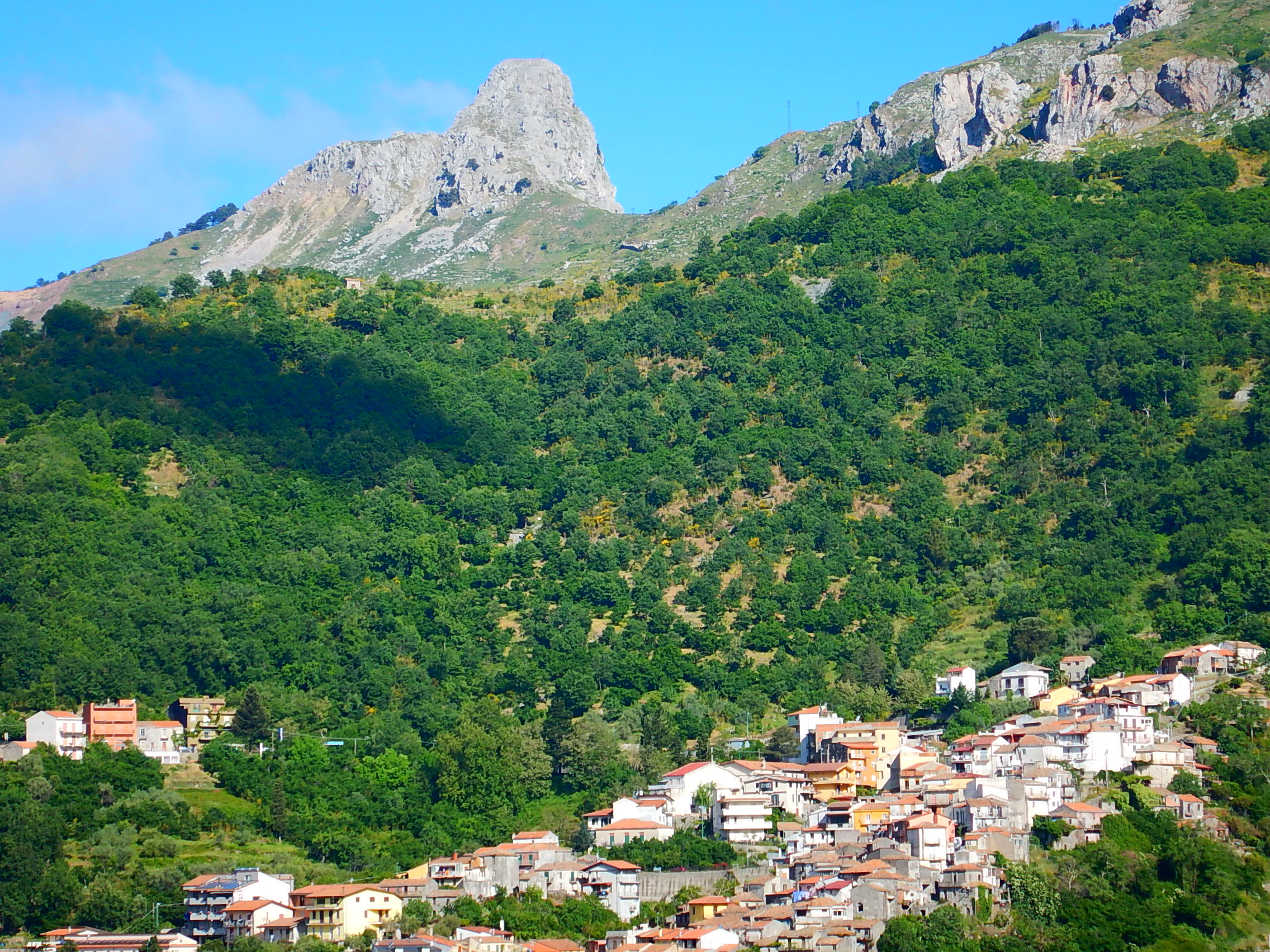
Vue de la Rocca di Salvatesta (1340 m) dominant la vallée de Fondachelli-Fantina.

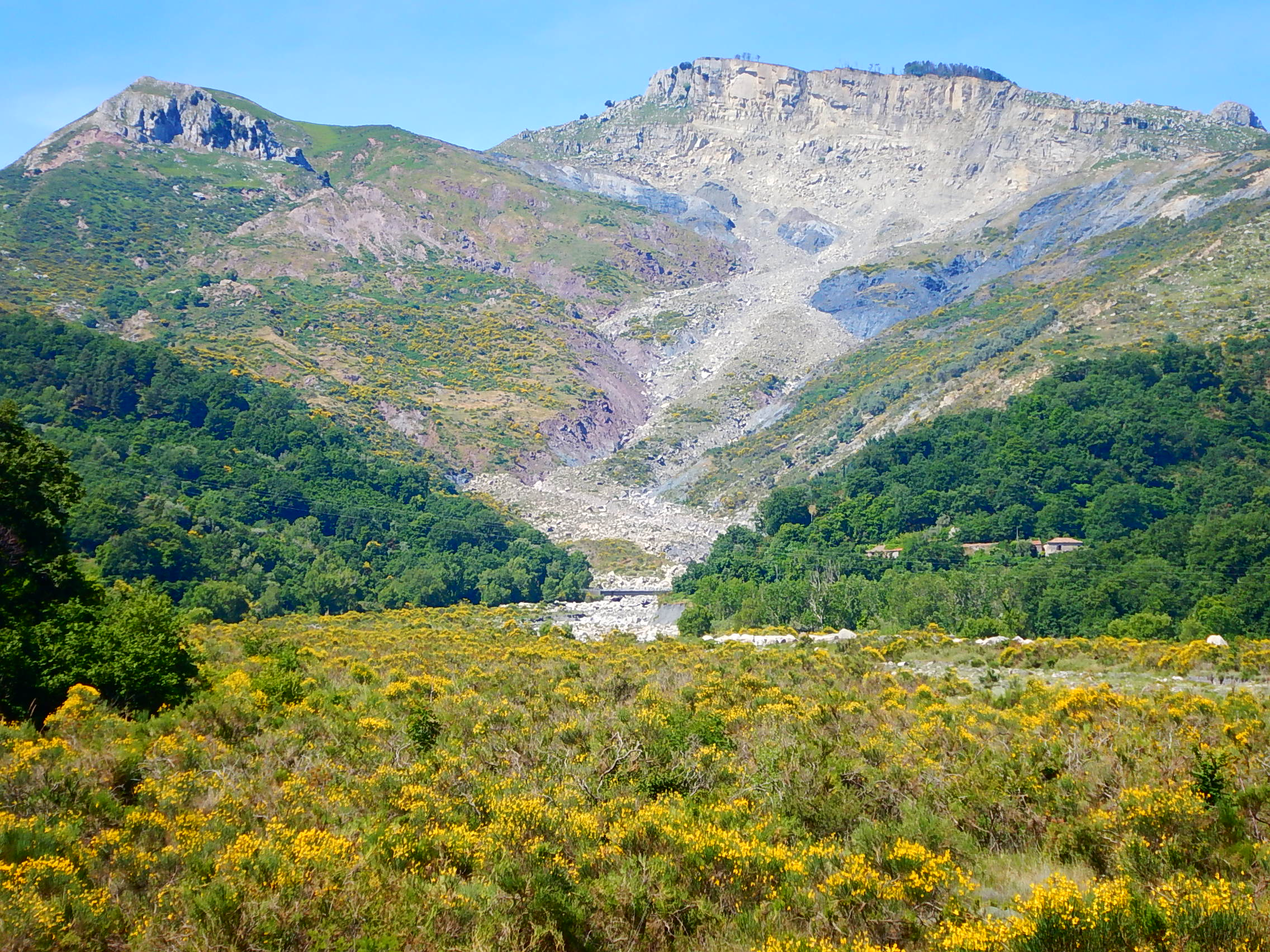
Vue des Ritagli di Lecca, à proximité de la Rocca di Salvatesta.